# Lichtweide
Lichtweide bezeichnet in der Almwirtschaft Weideflächen, die nicht von Bäumen beschattet sind. Auf vielen Almen und Alpen gibt es daneben auch Waldweiderechte, die jedoch aufgrund der heute geringeren Zahl von den geälpten Rindern häufig nicht mehr genutzt werden. Auch in diesen Fällen können noch Waldweide-Berechtigungen im Staatswald fortbestehen. Im deutschen Bundesland Bayern bestanden im Jahr 1976 ca. 125200 Hektar Almen, davon ca. 44500 ha Lichtweideflächen und ca. 55100 ha Waldweiderechtsflächen in Staatsbesitz.
Seitens der Forstwirtschaft wird traditionell die Trennung von Wald und Weide gefordert, da durch Fraß-, Verbiss und Trittschäden eine Beeinträchtigung der Schutzfunktionen,  langfristig eine Schädigung des Waldes und die Reduktion der Naturverjüngung befürchtet wird. Für die landwirtschaftliche Nutzung ist der Ertrag der Lichtweiden drei- bis zehnmal so hoch wie derjenige von Waldweiden gleicher Fläche. Dennoch haben die Almbauern, zum Beispiel wegen flächengebundener Zuschüsse der Europäischen Union, weiterhin ein wirtschaftliches Interesse an der Fortführung der Nutzung. Seitens des Naturschutzes werden insbesondere lichte Weidewälder mit artenreicher Krautschicht hoch bewertet, wodurch zum Beispiel bestandsbedrohte Schmetterlingsarten gefördert werden.